# Palizzi
Palizzi là một đô thị ở tỉnh Reggio Calabria trong vùng Calabria, Ý, có cự ly khoảng 120 km về phía tây nam của Catanzaro và khoảng 30 km về phía đông nam của Reggio Calabria. Tại thời điểm ngày 31 tháng 12 năm 2004, đô thị này có dân số 2.559 người và diện tích là 52,3 km².
Đô thị Palizzi có các frazioni (các đơn vị cấp dưới, chủ yếu là các làng) Palizzi Superiore, Palizzi Marina, Pietrapennata, và Spropoli.
Palizzi giáp các đô thị: Bova, Bova Marina, Brancaleone, Staiti.